# Madonna mit Kind (Sadirac)

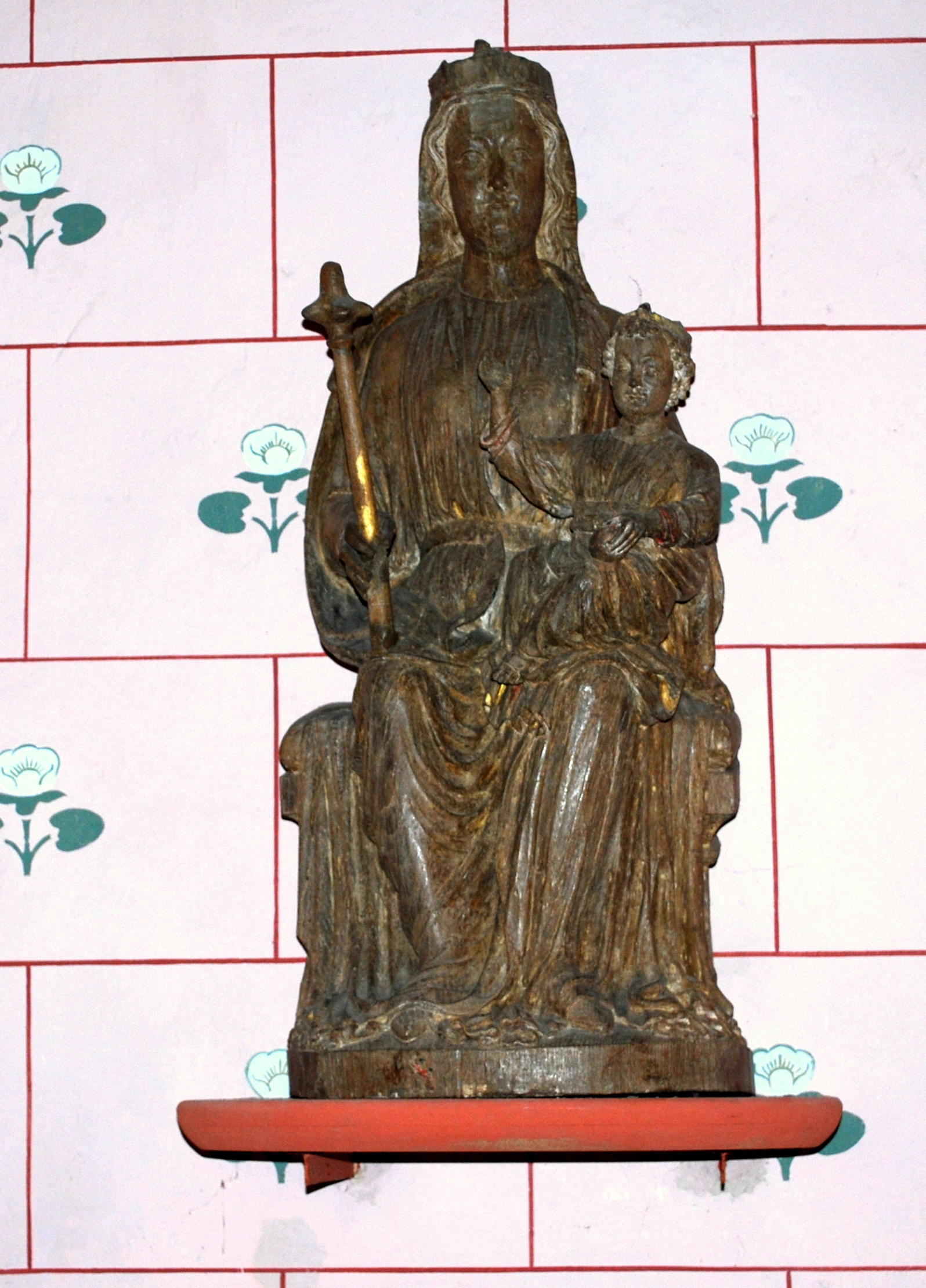
Madonna mit Kind in Sadirac

Die Skulptur Madonna mit Kind in der Kirche St-Martin in Sadirac, einer französischen Gemeinde im Département Gironde der Region Nouvelle-Aquitaine, wurde im 13. oder 14. Jahrhundert geschaffen. Im Jahr 1980 wurde die gotische Skulptur als Monument historique in die Liste der denkmalgeschützten Objekte (Base Palissy) in Frankreich aufgenommen.
Die 1,02 Meter hohe Skulptur aus Eichenholz war lange Zeit weiß angestrichen. Die sitzende Maria wird als Königin dargestellt, in der rechten Hand hält sie das Zepter und auf dem linken Knie sitzt das segnende Jesuskind mit der Weltkugel in der linken Hand.